# Universidad Anna
Universidad Anna (en inglés: Anna University; en tamil: அண்ணா பல்கலைக்கழகம்), antiguamente conocido como Universidad de Tecnología Perarignar Anna es una universidad técnica, ubicada en el estado Tamil Nadu en India. Estaba unificada en 1978 y rebautizada para el político tamil C. N. Annadurai. Está clasificada como la séptimo mejor universidad en India.
La universidad Anna tiene sede en la ciudad Chennai, y también tiene seis campus más en el estado de Tamil Nadu.